# Manuel Castán Espot
Manuel Castán Espot (Gabás, Ribagorza, Huesca, Aragón) es un filólogo y profesor español.
Profesor del instituto de educación secundaria Joaquín Costa de Cariñena, Zaragoza. Hablante nativo del aragonés ribagorzano, es miembro de la Asociación Cultural Nogará. Fue presidente de la asociación Chuntos por l’Aragonés y del II Congreso de l'Aragonés. Desde octubre de 2006, además, es presidente de la asociación cultural Academia del Aragonés. Es miembro del Consejo superior de las Lenguas de Aragón desde su creación en 2010 a partir de una propuesta del Gobierno de Aragón.
Comprometido con la lengua aragonesa, ha reconocido tener «muchos reparos» a «esa fabla que se ha desarrollado», en alusión al modelo de lengua «que se ha creado, fundamentalmente, en torno al Consello d'a Fabla Aragonesa» en favor de un aragonés común, algo como una koiné, un aragonés de raíz común, sin vulgarismos y aceptado por los hablantes nativos de la lengua.

## Artículos
- Manuel Castán y Santiago Paricio Martín (2008): «Una lengua y una literatura invisibles: el caso del aragonés» en Letras aragonesas. nº 6. Zaragoza: Centro del libro de Aragón, Gobierno de Aragón.